# James Southam
James Southam (* 5. Juni 1978 in Anchorage) ist ein ehemaliger US-amerikanischer Skilangläufer.

## Werdegang
Southam nahm von 1998 bis 2011 an Wettbewerben der Fédération Internationale de Ski teil. Er trat vorwiegend beim Nor-Am Cup und der US Super Tour an. Dabei gewann bei der US Super Tour insgesamt vier Rennen und beim Nor-Am-Cup zwei Rennen und errang in der Saison 2008/09 den vierten Platz in der Gesamtwertung. Sein erstes von insgesamt 15 Weltcuprennen absolvierte er im Januar 2001 in Soldier Hollow, welches er auf dem 48. Platz im 30-km-Massenstartrennen beendete. Bei den nordischen Skiweltmeisterschaften 2005 in Oberstdorf kam er auf den 69. Rang über 15 km Freistil. Bei den Olympischen Winterspielen 2006 in Pragelato belegte er den 43. Platz im 30-km-Skiathlon. Bei den nordischen Skiweltmeisterschaften 2007 in Sapporo errang er den 54. Platz über 15 km Freistil und den 47. Platz im 50-km-Massenstartrennen und im Skiathlon. Im Januar 2009 holte er in Whistler seine ersten und einzigen Weltcuppunkte mit dem 22. Platz im Skiathlon. Seine besten Resultate bei den nordischen Skiweltmeisterschaften 2009 in Liberec war der 33. Platz im 30-km-Skiathlon und der 12. Platz mit der Staffel. Bei den Olympischen Winterspielen 2010 in Vancouver belegte er den 48. Platz über 15 km Freistil, den 34. Rang im 30 km Skiathlon und den 28. Rang im 50-km-Massenstartrennen.

## Teilnahmen an Weltmeisterschaften und Olympischen Winterspielen

### Olympische Spiele
- 2006 Turin: 43. Platz 30 km Skiathlon
- 2010 Vancouver: 28. Platz 50 km klassisch Massenstart, 34. Platz 30 km Skiathlon, 48. Platz 15 km Freistil

### Nordische Skiweltmeisterschaften
- 2005 Oberstdorf: 69. Platz 15 km Freistil
- 2007 Sapporo: 47. Platz 50 km klassisch Massenstart, 47. Platz 30 km Skiathlon, 54. Platz 15 km Freistil
- 2009 Liberec: 12. Platz Staffel, 33. Platz 30 km Skiathlon, 38. Platz 50 km Freistil Massenstart, 49. Platz 15 km klassisch